# Fernanfloo
Fernanfloo（フェルナンフロウ）ことルイス・フェルナンド・フローレス・アルバラド (スペイン語: Luis Fernando Flores Alvarado) (1993年7月7日 - ) は、エルサルバドルのゲーム実況者、YouTuber、Twitcher。

## 略歴
1993年7月7日、エルサルバドルのサンサルバドル生まれ。
2013年7月に1万人、2014年2月に10万人、同年8月に100万人、2016年3月に1,000万人に達成する。
2015年12月、『Fernanfloo』というアプリを立ち上げ、1週間で230万件のダウンロードを達成する。
2018年4月、Twitchでゲームプレイを開始する。